# Championnat d'Israël de football 1964-1965
Navigation
Championnat d'Israël 1963-1964 Championnat d'Israël 1965-1966
Le Championnat d'Israël de football 1964-1965 est la 14e édition de ce championnat.

## Classement[1]
| Rang | Équipe                  | Pts | J  | G  | N  | P  | Bp | Bc | Diff |
| ---- | ----------------------- | --- | -- | -- | -- | -- | -- | -- | ---- |
| 1    | Hakoah Amidar Ramat Gan | 37  | 30 | 13 | 11 | 6  | 42 | 24 | +18  |
| 2    | Hapoël Petah-Tikvah     | 37  | 30 | 15 | 7  | 8  | 54 | 42 | +12  |
| 3    | Hapoël Tel-Aviv         | 36  | 30 | 15 | 6  | 9  | 48 | 30 | +18  |
| 4    | Maccabi Tel-Aviv        | 33  | 30 | 14 | 5  | 11 | 46 | 31 | +15  |
| 5    | Hapoël Haïfa            | 32  | 30 | 12 | 8  | 10 | 48 | 38 | +10  |
| 6    | Maccabi Sha'arayim      | 31  | 30 | 12 | 7  | 11 | 28 | 32 | -4   |
| 7    | Maccabi Netanya         | 31  | 30 | 14 | 3  | 13 | 46 | 56 | -10  |
| 8    | Hapoël Ramat-Gan        | 30  | 30 | 12 | 6  | 12 | 34 | 34 | 0    |
| 9    | Shimshon Tel-Aviv       | 30  | 30 | 9  | 12 | 9  | 38 | 39 | -1   |
| 10   | Maccabi Petah-Tikvah    | 29  | 30 | 10 | 9  | 11 | 39 | 42 | -3   |
| 11   | Bnei Yehoudah           | 28  | 30 | 9  | 10 | 11 | 48 | 48 | 0    |
| 12   | Maccabi Jaffa           | 28  | 30 | 11 | 6  | 13 | 44 | 49 | -5   |
| 13   | Hapoël Jérusalem FC     | 28  | 30 | 9  | 10 | 11 | 32 | 39 | -7   |
| 14   | Beitar Tel-Aviv         | 27  | 30 | 10 | 7  | 13 | 33 | 39 | -6   |
| 15   | Maccabi Haïfa           | 24  | 30 | 8  | 8  | 14 | 42 | 44 | -2   |
| 16   | Hapoël Tiberias         | 19  | 30 | 6  | 7  | 17 | 34 | 69 | -35  |

|  | Champion |
|  | Relégué  |

## Bilan de la saison
| Tableau d'Honneur                |                         |
| Compétition                      | Vainqueur               |
| Championnat d'Israël de football | Hakoah Amidar Ramat Gan |
| Coupe d'Israël de football       | Maccabi Tel-Aviv        |

| Promotions et relégations |                                          |
| Relégués en Liga Leumit   | Maccabi Haïfa Hapoël Tiberias            |
| Promus en Ligat ha'Al     | Hapoël Beer-Sheva Hapoël Mahane-Yehoudah |